# Euterpe (Gattung)
Euterpe ist eine Pflanzengattung innerhalb der Familie der Palmengewächse (Arecaceae). Die etwa sieben Arten sind in der Neotropis verbreitet.

## Beschreibung

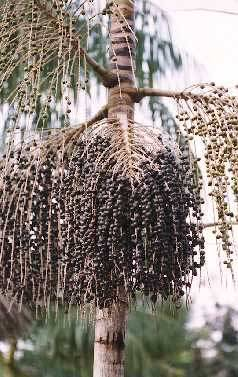
Fruchtstand von Euterpe oleracea

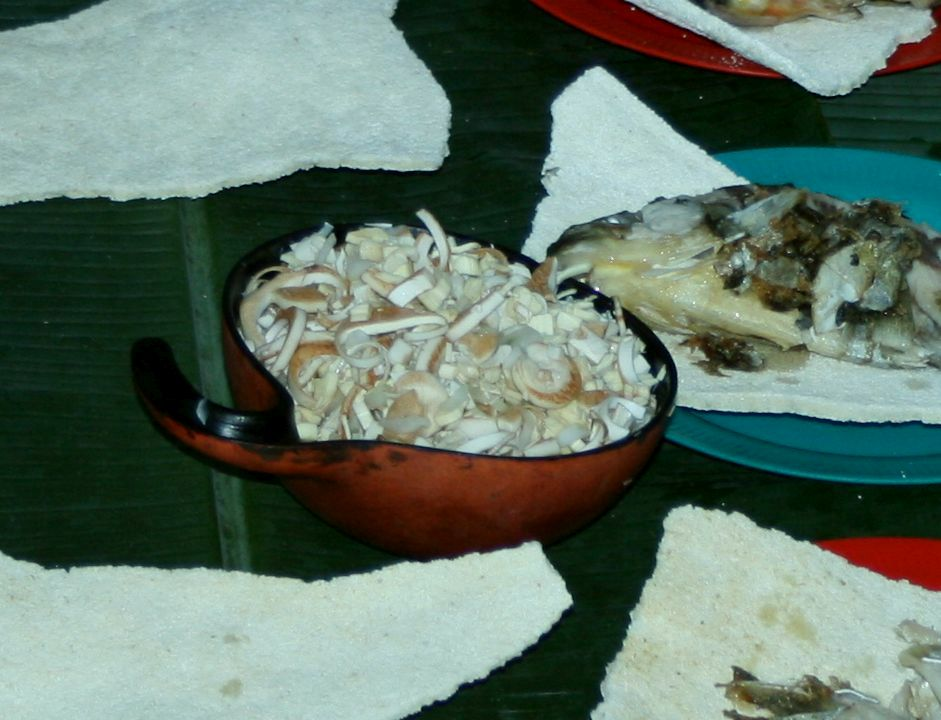
Palmherzen von Euterpe precatoria

### Vegetative Merkmale
Euterpe-Arten sind einzelstämmige oder mehrstämmige Palmen. Die Stämme sind gewöhnlich hoch und aufrecht oder lehnend. Die Blätter sind gefiedert, die Blattscheiden sind geschlossen und bilden einen kompakten Kronenschaft. Das Blatthäutchen ist kurz und fällt früh ab. Der Blattstiel ist kurz oder fehlend, selten lang. An der Oberseite ist der Stiel gefurcht, unten gerundet. Die Rhachis ist an der Oberseite gefurcht, unten abgeflacht. Die Fiederblättchen sind zahlreich, linealisch und regelmäßig angeordnet. Sie stehen alle in einer Ebene, meist hängen sie etwas. An jeder Seite der Mittelrippe des Blättchens befinden sich ein bis zwei seitliche Adern. 

### GeneraVegetative Merkmale
Der Blütenstand ist einfach verzweigt. Er erscheint zwischen den Blättern und steht zur Blütezeit waagrecht ab. Der Blütenstandsstiel ist kürzer als die Blütenstandsachse und dorsiventral zusammengedrückt. Das Vorblatt des Blütenstands ist papyrusartig, doppelt gekielt und fällt ab. Das Hochblatt am Blütenstandsstiel ist gleich oder fast gleich wie das Vorblatt, papyrusartig und abfallend. Die Seitenzweige des Blütenstands sind meist dicht behaart, die Haare sind dauerhaft. Die Blütenstände sind protandrisch. Die Blüten stehen in Triaden, männliche Blüten können aber auch paarig oder einzeln stehen. 
Die männlichen Blüten sind ungestielt, ihre Kronblätter sind nicht verwachsen. Es gibt sechs Staubblätter. Die Staubbeutel sind pfeilförmig und öffnen sich latrors. Die weiblichen Blüten haben sich breit überlappende Kelch- und Kronblätter. Staminodien fehlen bzw. sind nur bei Euterpe luminosa vorhanden. Der Fruchtknoten ist einfächrig, die einzige Samenanlage ist seitlich angeordnet. 
Die Früchte sind kugelig oder selten ellipsoidisch, der Narbenrest steht etwas unterhalb der Spitze bis seitlich. Im Mesokarp befinden sich radial stehende Sklereiden. Das Endokarp ist faserig. Im Samen sitzt der Embryo basal. Die Narbe (Hilum) ist elliptisch. Das Endosperm ist homogen, selten gefurcht. Das Primärblatt ist zweiteilig (bifid) oder gefiedert.

## Vorkommen
Die Gattung kommt in Zentralamerika und im tropischen Südamerika vor. In der Karibik kommt sie auf Trinidad und den Kleinen Antillen vor.
Euterpe-Arten wachsen im Tieflandregenwald und steigen in den Bergregenwäldern in Höhenlagen bis zu 2000 Metern. 

## Systematik
Die Gattung Euterpe Mart. wurde 1823 von Carl Friedrich Philipp von Martius in Historia Naturalis Palmarum, Band 2, Seite 28 aufgestellt. Diese Beschreibung wurde gegen die ältere von Joseph Gärtner in De Fructibus et Seminibus Plantarum Band 1, Seite 24 von 1788 konserviert. Die Gattung Euterpe ist nach Euterpe, eine der neun Musen der griechischen Mythologie, benannt.
Die Gattung Euterpe Mart. gehört zur Tribus Euterpeae in der Unterfamilie Arecoideae innerhalb der Familie Arecaceae, gestellt. Eine umfangreiche kladistische Analyse ergab als Schwestergruppe die Gruppe aus den beiden Gattungen Prestoea und Neonicholsonia, allerdings fehlte in dieser Analyse von den Vertretern der Tribus die Gattung Oenocarpus.
Henderson und Galeano akzeptierten 1996 in ihrer Monographie sieben Arten, dies ist noch immer die Artenzahl:
- Euterpe broadwayi Becc. ex Broadway: Das Verbreitungsgebiet reicht von Trinidad-Tobago bis zu den Inseln über dem Winde (Antillen).
- Euterpe catinga Wallace: Die zwei Varietäten kommen im tropischen Südamerika vor.
- Euterpe edulis Mart.: Die Heimat ist Brasilien, Paraguay und die Provinz Misiones in Argentinien.
- Euterpe longibracteata Barb.Rodr.: Die Heimat ist Brasilien und das nördliche Südamerika.
- Euterpe luminosa A.J.Hend.: Sie kommt nur im peruanischen Departement Pasco vor.
- Euterpe oleracea Mart.: Die Heimat ist das tropische Südamerika und Trinidad.
- Euterpe precatoria Mart.: Die zwei Varietäten kommen in Trinidad und tropischen Zentral- und Südamerika vor.

## Nutzung
Die Arten, besonders Euterpe oleracea (Açaí-Palmen), werden zur Gewinnung von Palmherzen, den sogenannten Palmitos, verwendet. Allein in Brasilien wurden 1980 über 110.000 Tonnen produziert. Aus den Früchten von Euterpe oleracea wird in Brasilien ein „assai“ genanntes Getränk produziert, dazu wurden 1980 60.000 Tonnen Früchte verwendet.